# Nopalea hondurensis
Nopalea hondurensis är en kaktusväxtart som först beskrevs av Paul Carpenter Standley, och fick sitt nu gällande namn av Rebman. Nopalea hondurensis ingår i släktet Nopalea och familjen kaktusväxter. Inga underarter finns listade i Catalogue of Life.